# Bristow (strip)
Bristow is een Britse humoristische strip, getekend en geschreven door Frank Dickens. Het personage Bristow maakte aanvankelijk onderdeel uit van de strip Oddbod, die vanaf 1960 verscheen in de krant Sunday Time. Toen Frank Dickens in 1962 overstapte naar de London Evening Standard noemde hij de strip Bristow naar het hoofdpersonage. Deze strip met Britse humor en erg summiere tekeningen kende succes en werd onder andere vertaald naar het Frans en het Italiaans.

## Inhoud
Bristow is een kantoorklerk op de afdeling aankopen. Het is een antiheld die uitblinkt in het nietsdoen. Talrijke nevenpersonages, zoals Jones, de vriend van Bristow, en de poetsvrouw zorgen mee voor de humor.